# Liste der Gouverneure von Lyonnais, Forez und Beaujolais
Das Amt des Gouverneurs von Lyonnais, Forez und Beaujolais (auch Gouverneur von Lyon genannt) existierte von 1462 bis zum Ende des 18. Jahrhunderts. Von 1512 bis 1730 residierten die Gouverneure in einem Palais an der Place du Gouvernement im Lyoner Stadtviertel Saint-Jean. Danach residierten die quasi-erblichen Gouverneure aus der Familie Neufville de Villeroy im Hôtel de Villeroy (34 rue de la Charité) im heutigen Lyoner 2. Arrondissement.

## Liste der Gouverneure von Lyon bzw. Lyonnais, Forez und Beaujolais
| Porträt | Beginn             | Ende              | Gouverneur                                                         | Wappen |
| ------- | ------------------ | ----------------- | ------------------------------------------------------------------ | ------ |
|         | 1462               | 1468              | Tanneguy IV. du Chastel                                            |        |
|         | 1468               | 1473              | Jean de Lescun                                                     |        |
|         | 1475               | 1486              | Jean II. de Bourbon                                                |        |
|         | 1486               | 1491              | Philippe II. de Savoie                                             |        |
|         | 1498               | 1507              | Cesare Borgia                                                      |        |
|         | 1507               | 1518              | Gian Giacomo Trivulzio                                             |        |
|         | 1518               | 1523              | Just I. de Tournon                                                 |        |
|         | 1523               | 1525              | Jacques II. de Chabannes                                           |        |
|         | 1525               | 1526              | Charles de Chabannes                                               |        |
|         | Dezember 1526      | September 1532    | Teodoro Trivulzio                                                  |        |
|         | September 1532     | 1536              | Pomponio Trivulzio                                                 |        |
|         | 10. Oktober 1536   | 1539              | François de Tournon                                                |        |
|         | 11. Oktober 1539   | 27. Dezember 1549 | Jean d’Albon                                                       |        |
|         | 16. Januar 1550    | 1562              | Jacques d’Albon, Maréchal de Saint-André, Marquis de Fronsac       |        |
|         | 27. Dezember 1562  | 1571              | Jacques de Savoie, Duc de Nemours                                  |        |
|         | 17. Februar 1571   | 1588              | François de Mandelot                                               |        |
|         | 24. November 1588  | 1595              | Charles-Emmanuel de Savoie, Duc de Nemours Condé                   |        |
|         | 21. September 1595 | Juni 1607         | Philibert de La Guiche, Seigneur de Chaumont                       |        |
|         | 10. Juni 1607      | 1612              | César de Bourbon, Duc de Vendôme                                   |        |
|         | 16. Februar 1612   | 17. Februar 1642  | Charles de Neufville, Marquis d’Alincourt                          |        |
|         | 17. Januar 1642    | 28. November 1685 | Nicolas de Neuville, Marquis, dann Duc de Villeroy                 |        |
|         | 28. November 1685  | 18. Juli 1730     | François de Neuville, Duc de Villeroy                              |        |
|         | 29. Juli 1730      | 22. April 1734    | Louis Nicolas de Neufville, Duc de Villeroy.                       |        |
|         | 6. Mai 1734        | November 1763     | Louis-François-Anne de Neufville, Duc de Villeroy                  |        |
|         | 29. November 1763  | 31. Dezember 1790 | Gabriel-Louis-François de Neufville, Marquis, dann Duc de Villeroy |        |